# Макач, Вольфганг

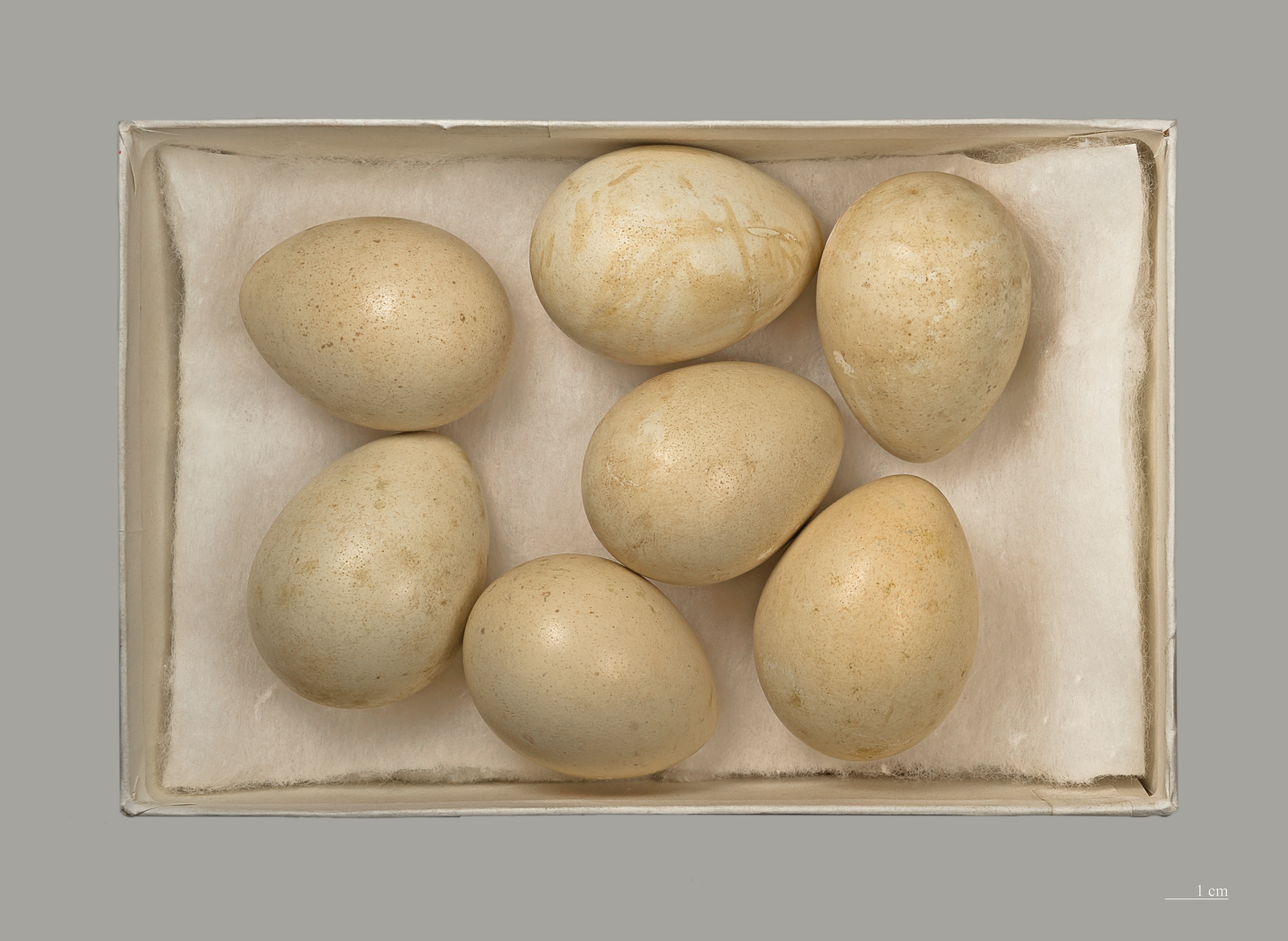
Яйца европейского кеклика из коллекции Вольфганга Макача

Вольфганг Макач (нем. Wolfgang Makatsch; 16 февраля 1906, Циттау, район Циттау, Бауцен, Королевство Саксония — 23 февраля 1983, Баутцен) — немецкий орнитолог и оолог.

## Биография
Макач был сотрудником орнитологических станций Гельголанд и Росситтен (ныне Рыбачий). В 1967 году в своём сочинении «Kein Ei gleicht dem anderen» (Ни одно яйцо не похоже на другое) он высказал предположение, что белый цвет яиц является древнейшим цветом в эволюции птичьих яиц. Он обосновал это белым цветом яиц рептилий. Только необходимость маскировать яйца для защиты от хищников, привела к изменению цвета яиц.
Вольфганг Макач предпринимал длительные поездки, в которых собрал более 30 000 яиц. Сегодня эта коллекция считается самой обширной в Германии и находится в Зоологическом музее Дрездена.

## Сочинения
- Unser Kuckuck. A. Ziemsen Verlag, Wittenberg 1949.
- Der Vogel und sein Ei. A. Ziemsen Verlag, Wittenberg 1949.
- Die Vogelwelt Macedoniens. Akademische Verlagsgesellschaft, Leipzig 1950.
- Die Vögel der Seen und Teiche. Neumann Verlag, Radebeul 1952.
- Die Vögel in Feld und Flur. Neumann Verlag, Radebeul 1954.
- Die Vögel der Erde. Systematische Übersicht. Duncker & Humblot Verlag, Berlin, 1954.
- Die Vögel in Haus, Hof und Garten. Neumann Verlag, Radebeul 1957.
- Der Vogel und seine Jungen. Neue Brehm Bücherei 41, 1959.
- Die Vögel in Wald und Heide. Neumann Verlag, Radebeul 1959.
- Die Vögel an Strand und Watt. Neumann Verlag, Radebeul 1962.
- Wir bestimmen die Vögel Europas. Neumann Verlag, Radebeul 1966.
- Kein Ei gleicht dem anderen. Unterhaltsames und Lehrreiches über die Vögel und ihre Eier. Neumann Verlag, Radebeul 1967.
- Die Eier der Vögel Europas. Eine Darstellung der Brutbiologie aller in Europa brütenden Vogelarten. 2 Bände. Neumann Verlag, Radebeul 1974.
- Verzeichnis der Vögel der Deutschen Demokratischen Republik. Neumann Verlag, Leipzig/Radebeul 1981.